# Guincourt
Guincourt település Franciaországban, Ardennes megyében. Lakosainak száma 74 fő (2022. január 1.). Guincourt Écordal, Saint-Loup-Terrier és Tourteron községekkel határos.

## Népesség
A település népességének változása:
| Lakosok száma | 99   | 77   | 78   | 97   | 93   | 88   | 90   | 82   | 78   | 74   |
|               | 1968 | 1982 | 1990 | 2006 | 2013 | 2015 | 2017 | 2019 | 2020 | 2022 |